# Crime of the Century
Crime of the Century is het derde studioalbum van de Britse progressieve-rockgroep Supertramp. Het is tevens de titel van het slotnummer van het album. Het album kwam in 1974 uit en wordt gezien als het artistieke hoogtepunt van de groep, samen met Breakfast in America (1979).

## Achtergrond
Het album volgde op de twee zeer matig verkochte albums Supertramp (1970) en Indelibly Stamped (1971). Zangers Richard Davies en Roger Hodgson moesten een nieuwe weg vinden en kwamen met een muziekgroep bestaande uit Helliwell, Thomson en Siebenberg. "Crime of the Century" heeft als een van de weinige songs een outro dat bekender is dan het lied zelf.
Veel nummers van opvolger Crisis? What Crisis? (1975) werden geschreven voor en tijdens de opnames van Crime of the Century.

## Opnames en productie
De opnames vonden plaats in de Ramport Studios (eigendom van The Who) en Trident Studios van februari tot juni 1974. Als producer werd Ken Scott ingehuurd, die toen bekend was van The Beatles en David Bowie (Ziggy Stardust, 1972). Scott heeft volgens OOR's Pop-encyclopedie vier maanden aan het album zitten sleutelen.

## Personeel

### Bezetting
- Bob C. Benberg - slagwerk, percussie
- Roger Hodgson - zang, gitaar, piano
- John Anthony Helliwell - saxofoon, klarinet, zang
- Dougie Thomson - bas
- Richard Davies - zang, keyboard, mondharmonica

### Aanvullend
- Scott Gorham - achtergrondzang op "Hide in Your Shell"
- Ken Scott - watergong op "Crime of the Century", producer

## Composities
Alle muziek en teksten zijn geschreven door Davies en Hodgson. 
| Nr. | Titel              | Zang             | Duur |
| --- | ------------------ | ---------------- | ---- |
| 1.  | School             | Hodgson en Davie | 5:34 |
| 2.  | Bloody Well Right  | Davies           | 4:31 |
| 3.  | Hide in Your Shell | Hodgson          | 6:48 |
| 4.  | Asylum             | Davies           | 6:43 |

| Nr. | Titel                     | Zang    | Duur |
| --- | ------------------------- | ------- | ---- |
| 1.  | Dreamer                   | Hodgson | 3:31 |
| 2.  | Rudy                      | Davies  | 7:19 |
| 3.  | If Everyone Was Listening | Hodgson | 4:04 |
| 4.  | Crime of the Century      | Davies  | 5:36 |

## Heruitgaven
Vanwege het succes is het album een aantal keren heruitgegeven. Door de dynamische mogelijkheden van de cd werd de dynamiek technisch opgeschroefd, niet naar ieders genoegen. Dit moet gezien worden in de strijd die voor- en tegenstanders van de cd al vanaf het begin voeren. De cd zou daarbij onnatuurlijke dynamiek weergeven, juist voor de albums die niet tijdens het cd-tijdperk (vanaf 1983) zijn opgenomen. Van het album verschenen ook nog speciale uitgaven op Mobile Fidelity Sound Lab, een label dat veelverkochte albums in (volgens sommigen) een iets betere geluidskwaliteit uitbracht. Deze cd’s verschenen in goudkleur. Geremasterde versies kwamen uit in 1993 en 2002.

## Hitnoteringen
"Dreamer" was de single die destijds de verkoop van het album moest stimuleren. Pas in 1981 belandde het nummer in de Nederlandse Top 40. "School"  groeide uit tot het bekendste nummer van het album. Voor dit nummer duurde het nog langer eer de Top 40 bereikt werd; dat gebeurde pas in 1990.
| "Crime of the Century" in de Nederlandse Album Top 100 - binnen: 22-02-1975 | "Crime of the Century" in de Nederlandse Album Top 100 - binnen: 22-02-1975 | "Crime of the Century" in de Nederlandse Album Top 100 - binnen: 22-02-1975 | "Crime of the Century" in de Nederlandse Album Top 100 - binnen: 22-02-1975 | "Crime of the Century" in de Nederlandse Album Top 100 - binnen: 22-02-1975 | "Crime of the Century" in de Nederlandse Album Top 100 - binnen: 22-02-1975 | "Crime of the Century" in de Nederlandse Album Top 100 - binnen: 22-02-1975 |
| Week                                                                        | 1                                                                           | 2                                                                           | 3                                                                           | 4                                                                           | 5                                                                           |                                                                             |
| --------------------------------------------------------------------------- | --------------------------------------------------------------------------- | --------------------------------------------------------------------------- | --------------------------------------------------------------------------- | --------------------------------------------------------------------------- | --------------------------------------------------------------------------- | --------------------------------------------------------------------------- |
| Nummer                                                                      | 44                                                                          | 40                                                                          | 33                                                                          | 42                                                                          | 50                                                                          | uit                                                                         |

- MusicBrainz release group: c3749af5-0d0c-3ed1-b1c0-8b4a8f6c3436